# Gunniopsis divisa
Gunniopsis divisa là một loài thực vật có hoa trong họ Phiên hạnh. Loài này được Chinnock mô tả khoa học đầu tiên năm 1983.